# Dicranophorus stultus
Dicranophorus stultus är en hjuldjursart som beskrevs av Harry K. Harring och Myers 1928. Dicranophorus stultus ingår i släktet Dicranophorus och familjen Dicranophoridae. Inga underarter finns listade i Catalogue of Life.